# Monte White
Il Monte White (in lingua inglese: Mount White) è una montagna antartica, situata 4,6 km a nord-nordovest del Monte Henry Lucy, nel Supporters Range, catena montuosa che fa parte dei Monti della Regina Maud, in Antartide. Con i suoi 3.470 m di altezza rappresenta la più alta elevazione del Supporters Range.
Fu scoperto dalla Spedizione Nimrod, svoltasi tra gli anni 1907-09, la prima delle tre spedizioni antartiche guidate dall'esploratore britannico Ernest Shackleton. La denominazione fu assegnata in onore del segretario della spedizione.